# Krypton
Cet article concerne l'élément chimique. Pour les autres significations, voir Krypton (homonymie).
Le krypton est l'élément chimique de numéro atomique 36, de symbole Kr. C'est un gaz noble, inodore et incolore, découvert par William Ramsay et Morris Travers le 30 mai 1898 en réalisant une distillation de l'air liquide. Étymologiquement, le nom de « krypton » dérive du grec ancien κρυπτός (kryptos) signifiant « caché. »
L'une de ses propriétés physiques, la longueur d'onde de la raie spectrale orange de l'isotope 86Kr, a servi à définir le mètre de 1960 jusqu'en 1983 comme valant 1 650 763,73 fois cette longueur d'onde dans le vide.

## Isotopes
Le krypton possède 33 isotopes connus, de nombre de masse variant de 69 à 101 et trois isomères nucléaires. Le krypton naturel est constitué de cinq isotopes stables, 80Kr, 82Kr, 83Kr, 84Kr et 86Kr et un isotope quasi stable, 78Kr mais on soupçonne un d'entre eux, 86Kr, d'être légèrement radioactif (avec une demi-vie très supérieure à l'âge de l'univers). On attribue au krypton une masse atomique standard de 83,798(2) u.
Outre ces isotopes, le krypton possède 27 radioisotopes. 81Kr est le radioisotope à la demi-vie la plus longue (229 000 années), suivi de 85Kr (10,7 ans), de 79Kr (35 h) et 76Kr (14,8 h). Tous les autres isotopes ont une demi-vie inférieure à 5 heures, et la plupart d'entre eux inférieure à une minute.

## Chimie du krypton
Configuration électronique du krypton : 1s2 2s2 2p6 3s2 3p6 4s2 3d10 4p6, que l'on peut aussi écrire 1s2 2s2 2p6 3s2 3p6 3d10 4s2 4p6.
Le krypton est le plus léger des gaz nobles pour lesquels on a pu isoler au moins un composé covalent, en l'occurrence le difluorure de krypton KrF2, synthétisé pour la première fois en 1963 dans la foulée des travaux sur le xénon.
D'autres composés, dans lesquels un atome de krypton est lié à un atome d'azote pour les uns et à un atome d'oxygène pour les autres, ont également été publiés, mais ils ne sont stables qu'en dessous de −60 °C pour les premiers et −90 °C pour les seconds. Certains résultats font ainsi état de la synthèse de divers oxydes et fluorures de krypton, ainsi que d'un sel d'oxoacide de krypton (à l'instar de la chimie du xénon). Des études sur les ions moléculaires ArKr+ et KrH+ ont eu lieu, et les espèces KrXe et KrXe+ ont été observées.
Les équipes de l'Université d'Helsinki, à l'origine de la détection du fluorohydrure d'argon HArF, auraient également détecté du cyanohydrure de krypton HKrC≡N ainsi que de l'hydrokryptoacétylène HKrC≡CH, qui se dissocieraient dès 40 K.
D'une manière générale, il faut recourir à des conditions extrêmes (matrice cryogénique ou jet gazeux supersonique) pour observer des molécules neutres dans lesquelles un atome de krypton est lié à un non-métal comme l'hydrogène, le carbone ou le chlore, voire à un métal de transition tel que le cuivre, l'argent ou l'or.

## Utilisation
Du fait de son prix élevé, le krypton est assez peu utilisé. L'utilisation de l'argon lui est souvent préférée, en particulier pour certaines soudures, car l'argon est un gaz inerte nettement moins cher.
- Comme gaz de remplissage dans les lampes à incandescence.
- Applications électriques : les lampes au krypton produisent une lumière de haute intensité avec une longue durée de vie.
- Double vitrage : le krypton est utilisé avec l’argon en remplissage pour augmenter l'isolation thermique et acoustique.
- Laser : le krypton est utilisé dans certains lasers à excimère, tel que le laser KrF donnant une radiation ultraviolette (248 nm).
- En médecine, le krypton 81 métastable est utilisé pour effectuer des scintigraphies pulmonaires de ventilation. Il est utilisé comme un aérosol.
- Plus précis que l'azote, il est utilisé en physisorption de gaz pour mesurer la surface spécifique de solide lorsque celle-ci est faible (<10 m2/g).Tube « néon » fonctionnant au krypton.

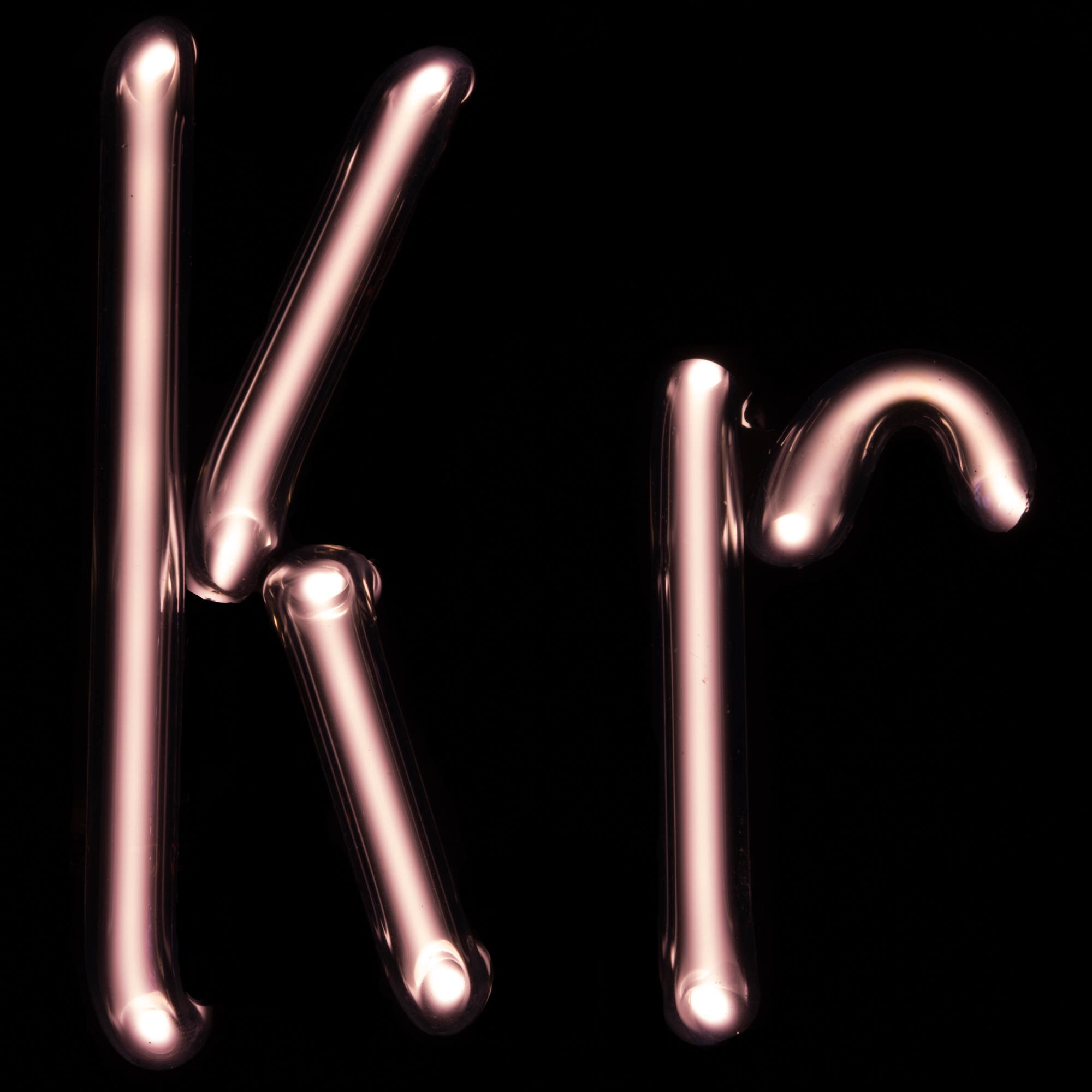
Tube « néon » fonctionnant au krypton.

- Utilisé sur les satellites de Starlink dans les propulseurs à effet Hall.

## Précautions
Le krypton est considéré comme un gaz asphyxiant non toxique. L’inhalation d’un gaz contenant 50 % de krypton (en volume) et 50 % d’air pourrait causer une narcose. Néanmoins, ce mélange ne contenant que 10 % d’oxygène, la préoccupation principale serait plutôt le risque d’hypoxie.